# El Choclo

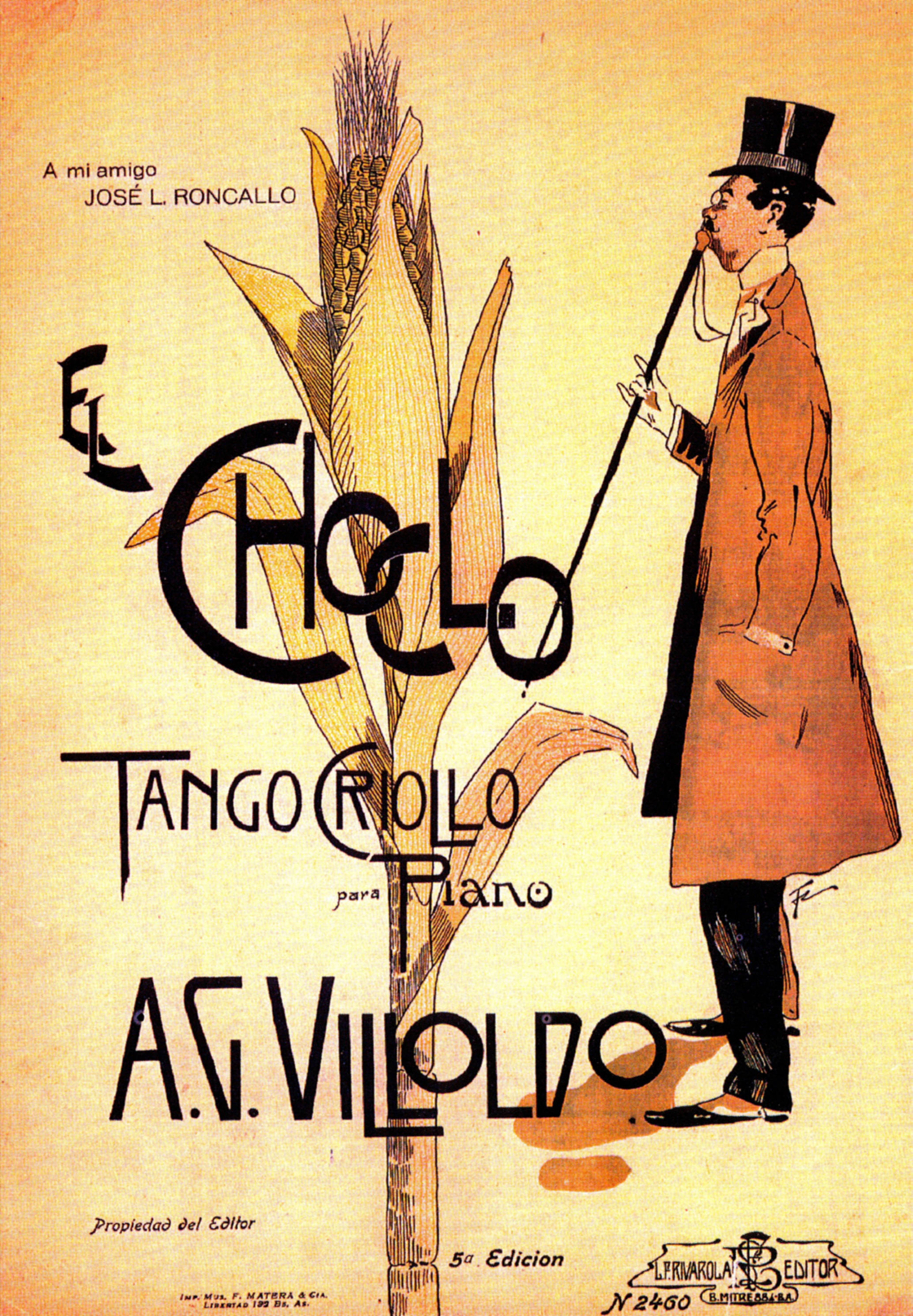
Die künstlerisch gestaltete Titelseite der von José Luis Roncallo verfassten Klavierpartitur des ‘Tango criollo’ «El choclo», der um 1903 von Ángel Gregorio Villoldo komponiert worden ist.

El Choclo (spanisch: „der Maiskolben“) heißt der erotisch-zweideutige Titel dieses gleich nach La Cumparsita, A media luz und Adiós muchachos international meistgespielten Tangos.
El choclo ist das Meisterwerk Ángel Villoldos, eines berühmten Komponisten der Alten Garde, der Guardia Vieja.
Das ursprüngliche Instrumentalstück wurde am 3. November 1903 in Buenos Aires in dem eleganten Restaurant „El Americano“ von Villoldos Freund, dem Pianisten und Arrangeur José Luis Roncallo, uraufgeführt. José Luis Roncallo hat auch die bekannte Klavierpartitur verfasst, die wegen ihrer ins Auge fallende, künstlerisch gestalteten Titelseite in der Tangoliteratur immer wieder abgedruckt wird. Mit dieser Uraufführung in einem von der Oberschicht besuchten Lokal begann die gesellschaftliche Akzeptanz des Tangos, der bis dahin nur von der Unterschicht getanzt wurde. Villoldo initiierte den Kulturtransfer des Tangos nach Europa:

„Zusammen mit dem Ehepaar Alfredo Gobbi (Anmerkung: uruguayischer Violinist und Orchesterleiter) unternahm Villoldo 1907 eine Reise nach Paris, die insofern eine gewisse historische Bedeutung besitzt, da er und die Gobbis damals den Tango zum erstenmal öffentlich in Europa vorstellten.“

Der argentinische Volksmund verlieh dem populären Komponisten Ángel Gregorio Villoldo wegen seiner Bedeutung für die Entwicklung des gesungenen und getanzten Tangos den Ehrentitel El papá del tango criollo, Vater des argentinischen Tangos.
Erst vierzig Jahre später dichtete der Tangopoet Enrique Santos Discépolo die Gesangsvariante, die sich in der hispanophonen Welt im tango de canción, im gesungenen Tango, durchgesetzt hat. Darin wird der Aufstieg des Tangos aus verruchten Kreisen wie Elendsvierteln und Rotlichtmilieu in die bourgeoise Welt der höheren Schichten, im Umweg über die Metropole Paris, metaphorisch geschildert:
V01 Con este tango que es burlón y compadrito

V02 Batió sus alas la ambición de mi suburbio.

V03 Con este tango nació el tango, y como un grito

V04 Salió del sórdido barrial buscando el cielo …

V19 Carancanfunfa se hizo al mar con tu bandera

V20 Y en un pernó mezcló a París con Puente Alsina …
Mit diesem Tango, der spöttisch und aufschneiderisch ist,

Schlug der Ehrgeiz meiner Vorstadt mit seinen Flügeln.

Mit diesem Tango wurde der Tango geboren, und wie ein Schrei

Erhob er sich aus dem schmutzigen Elendsviertel und suchte den Himmel …

Ein geschickter Tangotänzer machte sich auf übers Meer mit Deiner Flagge

Und mischte in einem Pernod, Paris und Alsinabrücke …

## ‘El choclo’ in Argentinien

### Der Titel

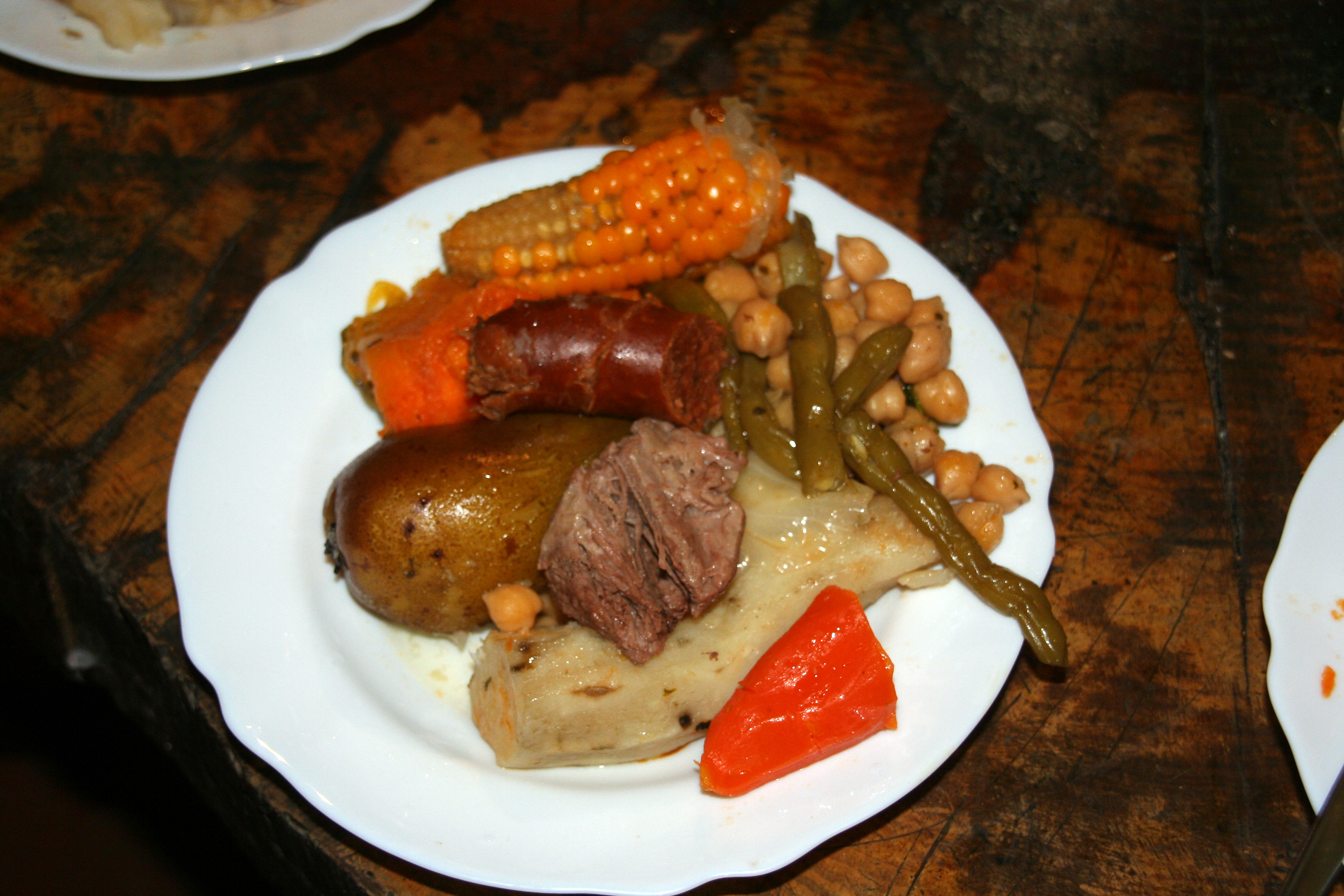
«El puchero» mit dem typischen Maiskolben

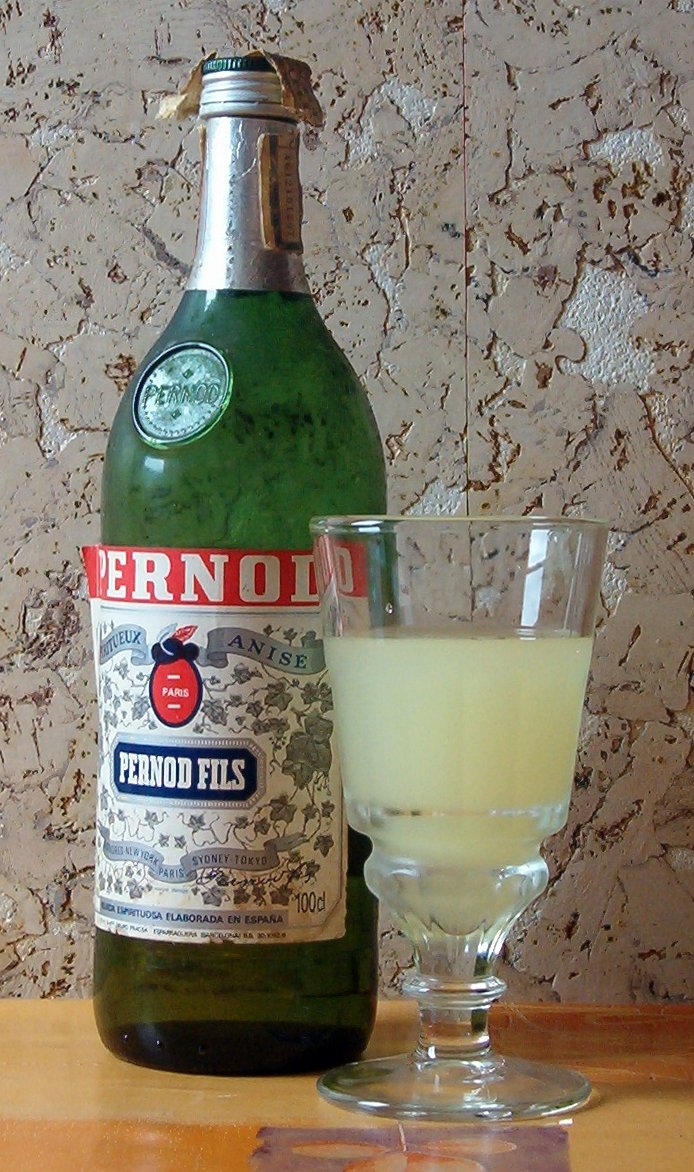
Vers 20: „Y en un pernó mezcló a París con Puente Alsina.“ Und in einem Pernod vermischte er Paris mit der Alsinabrücke. (Paris und Buenos Aires)

Über den Ursprung des zweideutigen Titels berichtet die Tangoliteratur unterschiedliches. Im übertragenen Sinne ist el choclo, „der Maiskolben“, wegen seiner Form als Phallussymbol bekannt. Zum andern ist er als Gemüse unverzichtbarer Bestandteil des volkstümlichen puchero rioplatense (spanisch puchero bedeutet „Eintopf, Pott, Steintopf; auch Lebensunterhalt“), des rioplatensischen Eintopfgerichts:

«Pa’ mi el choclo es lo más rico del puchero.»

„Für mich ist der Maiskolben das leckerste im «Puchero»“

wobei die Vokabel puchero im übertragenen Sinn zur Anspielung auf den täglichen Lebensunterhalt verwendet wird: „ganarse el puchero“, was dem, Deutschen „sich die Brötchen verdienen“ entspräche:

«La palabra ‚‘puchero‘  se emplea para aludir a la comida necesaria para mantenerse.»

„Das Wort ‘puchero’ wird verwendet, um auf das zum Überleben notwendige Essen anzuspielen.“

So war ‘El choclo’ als Potboiler geplant, mit dessen eingängiger Melodie und der Aufführung an einem exquisiten Ort Villoldo sich eine bessere Existenz und dauerhaft mit Maiskolben gefüllte „Pucheros“ versprach. Das ursprüngliche Instrumentalstück wurde am 3. November 1903 oder 1905 in dem eleganten Restaurant „El Americano“, 6, Calle Cangallo, heute calle Teniente General Juan Domingo Perón, von dem Pianisten, Kontrabassisten und Arrangeur Jose Luis Roncallo uraufgeführt:

Roncallo había escrito la partitura original de ‘El choclo’… Asimismo, fue el que lo estrenó el 3 de noviembre de 1903, en el Restaurante El Americano de Buenos Aires.

„Roncallo hatte die Original-Partitur von ‘El choclo’ verfasst. Gleichfalls war er es, der El choclo am 3. November 1903 im Restaurant El Americano in Buenos Aires zum ersten Mal in der Öffentlichkeit spielte.“

Nach Aussage der Schwester des Komponisten Villoldo war „El choclo“ der Spitzname eines bekannten blonden Zuhälters, den man ihm wegen seiner Haarfarbe gegeben hatte:

«¿Por qué “El choclo”? Irene Villoldo, hermana del compositor, se lo aclaró alguna vez al cantor Juan Carlos Marambio Catán. He aquí sus palabras: «“El choclo” era en realidad un personaje malevo y “fioca” que había sentado sus reales en las inmediaciones de Junín y Lavalle, a quien se le denominaba así por el color de sus cabellos.»»

„Warum ‘El Choclo’? Irene Villoldo, die Schwester des Komponisten, erklärte es eines Tages dem Sänger Juan Carlos Marambio Catán. Dies sind ihre Worte: ‘El choclo’ war in Wirklichkeit ein übler Raufbold und Zuhälter, der sein Revier in der Umgebung der Straßen Junín und Lavalle (in Buenos Aires) hatte. Er wurde mit diesem Namen gerufen, weil er blondes Haar hatte.“

### Liedtexte
„Im Verlauf der Tangoentwicklung bekam ‘El choclo’ drei verschieden Texte unterlegt. Den ersten dichtete Villoldo selbst, den letzten textete Enrique Santos Discépolo. Konzipiert war dieser Tango — mit seinem zweideutigen Titel — zunächst nur als Tanz, dessen erster Teil schneller, wiederholter Noten noch etwas vom Rhythmus der Habanera durchschimmern lässt.“

#### Text von Enrique Santos Discépolo, 1947
Die Dichtung des Tangolyrikers Enrique Santos Discépoloaus dem Jahre 1947 ist die bekannteste und am meisten gesungene argentinische Textversion von ‘El choclo’:

„Aus der Vielzahl der Textdichter erreichte Enrique Santos Discépolo, «Discepolín», wie man ihn allgemein mit besorgter Zärtlichkeit nannte, die größte Popularität… Insgesamt schrieb Discepolín 26 Tangos.“

Hier Discépolos Textversion aus dem Jahre 1947, El choclo:
V01 Con este tango que es burlón y compadrito

V02 Batió sus alas la ambición de mi suburbio,

V03 Con este tango nació el tango, y como un grito

V04 Salió del sórdido barrial buscando el cielo.

V05 Conjuro extraño de un amor hecho cadencia

V06 Que abrió caminos sin más ley que la esperanza,

V07 Mezcla de rabia, de dolor, de fe, de ausencia

V08 Llorando en la inocencia de un ritmo juguetón.

V09 Por tu milagro de notas agoreras

V10 Nacieron sin pensarlo, las paicas y las grelas,

V11 Luna de charcos, canyengue en las caderas

V12 Y un ansia fiera en la manera de querer.

V13 Al evocarte, tango querido

V14 Siento que tiemblan las baldosas de un bailongo

V15 Y oigo el rezongo de mi pasado.

V16 Hoy que no tengo, más a mi madre

V17 Siento que llega en punta de pie para besarme

V18 Cuando tu canto nace al son de un bandoneón.

V19 Carancanfunfa se hizo al mar con tu bandera

V20 Y en un pernó mezcló a París con Puente Alsina

V21 Fuiste compadre del gavión y de la mina

V22 Y hasta comadre del bacán y la pebeta.

V23 Por vos, shusheta, cana, reo y mishiadura

V24 Se hicieron voces al nacer con tu destino,

V25 Misa de faldas, querosén, tajo y cuchillo

V26 Que ardió en los conventillos y ardió en mi corazón.
Mit diesem Tango, der spöttisch und aufschneiderisch ist,

Schlug der Ehrgeiz meiner Vorstadt mit seinen Flügeln.

Mit diesem Tango wurde der Tango geboren, und wie ein Schrei

Erhob er sich aus dem schmutzigen Elendsviertel und suchte den Himmel.

Zauber einer zu Rhythmus gewordenen Liebe,

der Wege eröffnete, berechtigt nur durch Hoffnung,

Mischung aus Wut, Schmerz, Glaube und Entbehrung,

weinend in der Unschuld eines spielerischen Rhythmus'.

Durch das Wunder deiner ahnungsvollen Noten

wurden plötzlich die Liebchen und die Flittchen geboren,

der Mond in den Pfützen, der Schwung in den Hüften

und eine wilde Sehnsucht in der Art zu lieben.

In der Erinnerung, geliebter Tango,

fühle ich wie die Fliesen beim Schwof beben,

und ich höre das Grummeln meiner Vergangenheit…

Heute, da ich meine Mutter nicht mehr habe,

fühle ich, wie sie auf Zehenspitzen geschlichen kommt, um mich zu küssen,

wenn dein Lied auflebt beim Klang des Bandoneon.

Ein geschickter Tangotänzer machte sich auf übers Meer mit Deiner Flagge

und mischte in einem Pernod, Paris und Alsinabrücke.

Du warst Kumpel des Verführers und der Geliebten

und sogar Kupplerin des reichen Mannes und des jungen Mädchens.

Durch dich wurden Dandy, Polizist, Ganove und Elend

zu Stimmen, die mit deinem Schicksal geboren wurden…

Eine Messe aus Röcken, Petroleum, Schnitt und Messer,

die in den Mietskasernen und in meinem Herzen entbrannte.

#### Text von Juan Carlos Marambio Catán, 1930
Ángel Vargas singt 1941 die Fassung von Juan Carlos Marambio Catán:
Vieja milonga

Que en mi horas de tristeza,

Traes a mi mente

Tu recuerdo cariñoso

Y encadenandome a tus notas.

Dulcemente,

Siento que el alma

Se me encoje poco a poco.

Hoy que los años

Han blanqueado ya mis sienes,

Tango querido,

Viejo tango que me embarga,

Con la cadencia

De su musica sentida,

Recuerdo aquella epoca,

Tan linda que se fue.

#### Text Villoldos, 1903
De un grano nace la planta

Que más tarde nos da el choclo,

Por eso de la garganta

Dijo que estaba bichoco.

Y yo como no soy otro

Más que un tanguero de fama,

Murmuro con alborozo

Está muy de la banana.

### Argentinische Aufnahmen
1929: Orquesta típica Victor; 1947: Libertad Lamarque im Film 'Gran Casino'; 1947: Orquesta típica Ricardo Tanturi, Sänger Alberto Castillo; 1948: Orquesta típica Francisco Canaro, Sänger Alberto Arenas; 1949: Tita Merello im Film 'La historia del tango'

## ‘El choclo’ im Ausland

### Deutschland
Nach Deutschland kam das Instrumental-Musikstück bereits vor dem Ersten Weltkrieg. Hier spielte es der rumänische Kapellmeister des Berliner Orchesters Palais de danse, Giorgi Vintilescu, im Jahre 1912, wie es das Grammophon-Schallplatten-Etikett, Label 2-940829, zeigt.
- Milva singt eine deutsche Textfassung: „Das sind die Männer mit den graumelierten Schläfen.“[30]

### Italien
- Milva sing eine italienische Textfassung:  «All'Osteria»[31]

### USA: ‘Kiss of Fire’
Im Jahre 1952 gaben die US-Amerikaner Lester Allen und Robert Hill dem Tango ‘El choclo’ ein neues Gewand. Flamenco-Anklang und ein inhaltlich völlig anderer englischer Text. Sie gaben ihn im Einverständnis mit Louis Armstrong unter Missachtung der Autorenrechte als nordamerikanischen Tango aus und nannten ihn ‘Kiss of Fire’. Durch Einspruch argentinischer Copy-Right Wächter wurde das Plagiat publik. Die US-Amerikaner ergänzten daraufhin das Schallplattenlabel: 'Kiss of Fire' mit (‘El choclo’) in Klammern.
Vokalisten waren im Jahre 1952 der Trompetist Louis Armstrong, begleitet von seinem Orchester und Georgia Gibbs und Toni Arden. ‘Kiss of Fire’ platzierte sich 1952 auf Nr. 1 in den US-amerikanischen Billboard-Charts.
Hier die englischen lyrics von Kiss of Fire:
I touch your lips and all at once the sparks go flying

Those devil lips that know so well the art of lying

And though I see the danger, still the flames grow higher

I know I must surrender to your kiss of fire

Just like a torch, you set the soul within me burning

I must go on along the road, of no returning

And though it burns me and it turns me into ashes

My whole world crashes without your kiss of fire

I can't resist you, what good is there in trying

What good is there denying, you're all that I desire

Since first I kissed you, my heart was yours completely

If I'm a slave, then it's a slave I want to be

Don't pity me, don't pity me

Give me your lips, the lips you only let me borrow

Love me tonight and let the devil take tomorrow

I know that I must have your kiss although it dooms me,

Though it consumes me,

The kiss of fire.

#### Rückübersetzung ins Spanische: ‘Beso(s) de fuego’
Der Komponist und Arrangeur Mario Jesús Báez schuf wiederum eine spanischsprachige Version von ‘Kiss of Fire’. Aus dem als ‘Kiss of Fire’ verkleideten, plagiierten Musikstück ‘El choclo’ wurde nun Beso(s) de fuego.
Connie Francis singt ‘Beso(s) de fuego’ in einer Tango-Version und die puerto-ricanische Sängerin Carmen Delia Dipiní singt ‘Beso(s) de fuego’ in einem rhythmisch abgewandelten Stil, in einer Bolero-Variante.

### Partituren
- Partition des Tangos ‘El choclo’ — auf Todotango.com
- Piano Sheet music – ‘El choclo’ (Kiss of Fire) auf YouTube

### Musikwissenschaftliches
- Estilos de tango — Tangostile – Am Klavier erläutert der argentinische Pianist und Musikologe Mario Marzán sehr anschaulich die Entstehung und Evolution der Tango-Rhythmen.

### Tanzbeispiele
- Özgür Demir & Marina Marques auf YouTube — Professionelle Tangueros tanzen ‘El choclo’. Es spielt das Tango Harmony Orchestra, Budapest.

### Hörbeispiele ‘El choclo’

#### Instrumental
- Orquesta Típica Victor – El Choclo auf YouTube, instrumental, 1929
- Orquesta típica Carlos di Sarli – El choclo auf YouTube, instrumental 1954

#### Vokal
- Libertad Lamarque singt den Liedtext Discépolos auf YouTube, Szene aus dem Film ‘Gran Casino’ von Luis Buñuel, 1947
- Alberto Castillo singt den Liedtext Discépolos auf YouTube, 1947, Orquesta típica Ricardo Tanturi
- Alberto Arenas singt den Liedtext Discépolos auf YouTube, 1948,  Orquesta típica Francisco Canaro
- Tita Merello singt den Liedtext Discépolos auf YouTube, Filmausschnitt La historia del tango, 1949
- Orquesta típica Aníbal Troilo, Sänger Raúl Berón auf YouTube, 1952
- Charlo y su orquesta típica auf YouTube, 1952

### Hörbeispiele ‘Kiss of Fire’
- Louis Armstrong ‘Kiss of Fire’, mit Liedtext auf YouTube